# Стефанович Василь Васильович
Стефанович Василь Васильович (1697 — бл. 1773) — правник і державний діяч XVIII ст.

## З життєпису
Син гадяцького протопопа, зі старого козацького роду; вчився у Києво-Могилянській Академії і за кордоном (Німеччина, Чехія, Австрія, Італія). У 1722 р. здобув диплом маґістра Вроцлавського Університету. 
З 1724 р. — перекладач у канцелярії Петра І, з 1725 р. — професор риторики й філософії у Духовній семінарії Т. Прокоповича в Петербурзі. 
У 1729 р. викликаний гетьманом Д. Апостолом в Україну, працював у Глухові, в Комісії кодифікації «Правъ, по которымъ судится малороссійскій народъ» (її перший голова); 

## Посади
Мав звання бунчуковий товариш. В (1729–1751 роках (з перервами) був лохвицьким сотником, а в 1751–1773 рр. - лубенським полковим суддею.